# 小野寺敦子
小野寺 敦子（おのでら あつこ、1954年 - ）は、日本の発達心理学者。目白大学教授。博士（心理学）。

## 来歴
東京都生まれ。1977年、上智大学文学部教育学科卒業、1979年、同大学院博士前期課程修了、1984年、東京都立大学 (1949-2011)大学院人文科学研究科心理学専攻博士課程単位取得満期退学。2001年「親意識の形成過程に関する研究」で白百合女子大学心理学博士。1997年聖母女子短期大学助教授、2001年目白大学人間学部教授。

## 著書
- 『手にとるように発達心理学がわかる本』かんき出版 2009
- 『ゼロから教えて発達障害』かんき出版 2012
- 『親と子の生涯発達心理学』勁草書房 2014

### 共著
- 『手にとるように心理学用語がわかる本 "自己"と"他者"の関係を探る』渋谷昌三共著 かんき出版 2002
- 『手にとるように心理学がわかる本』渋谷昌三共著 かんき出版 2006

### 翻訳
- キム・チャーニン『ハングリー・セルフ 食べるのが怖いあなたに』馬場禮子共訳 協同出版 1989

## 参考
- Ｊ-GLOBAL